# Kensett (Arkansas)
Kensett es una ciudad en el condado de White, Arkansas, Estados Unidos. Para el censo de 2000 la población era de 1791 habitantes. La ciudad se localiza adyacente al este de Searcy. Fue el lugar de nacimiento de Wilbur Mills, un político famoso, miembro de la Cámara de Representantes de los Estados Unidos por el estado de Arkansas.

## Geografía
Kensett se localiza a 35°13′58″N 91°40′13″O / 35.23278, -91.67028. De acuerdo a la Oficina del Censo de los Estados Unidos, la ciudad tiene un área total de 4,6 km², de los cuales el 100 % es tierra.

## Demografía
Según el censo de 2000, había 1791 personas, 699 hogares y 445 familias en la ciudad. La densidad de población era 389,3 hab/km². Había 778 viviendas para una densidad promedio de 168,8 por kilómetro cuadrado. De la población el 70,24 % eran blancos, el 24,2 9% afroamericanos, el 0,17 % amerindios, el 0,37 % asiáticos, el 2,40 % de otras razas y el 2,57 % mestizos. El 4,02 % de la población eran hispanos o latinos de cualquier raza.
Se contaron 699 hogares, de los cuales el 29,6 % tenían niños menores de 18 años, el 41,1 % eran parejas casadas viviendo juntos, el 17,9 % tenían una mujer como cabeza del hogar sin marido presente y el 36,2 % eran hogares no familiares. El 32,3 % de los hogares estaban formados por un solo miembro y el 14,3 % tenían a un mayor de 65 años viviendo solo. La cantidad de miembros promedio por hogar era de 2,42 y el tamaño promedio de familia era de 3,06 miembros.
En la ciudad la población estaba distribuida en: 26,0 % menores de 18 años, 7,9 % entre 18 y 24, 25,5 % entre 25 y 44, 20,8 % entre 45 y 64 y 19,9 % tenían 65 o más años. La edad media fue 38 años. Por cada 100 mujeres había 80,7 varones. Por cada 100 mujeres mayores de 18 años había 74,5 varones.
El ingreso medio para un hogar en la ciudad fue de $20 478 y el ingreso medio para una familia $26 161. Los hombres tuvieron un ingreso promedio de $22 763 contra $17 500 de las mujeres. El ingreso per cápita de la ciudad fue de $11 049. Cerca de 26,3 % de las familias y 30,6 % de la población estaban por debajo de la línea de pobreza, 48,5 % de los cuales eran menores de 18 años y 21,4 % mayores de 65.